# Ekaterina Costa
Ekaterina Costa, née en 1995 à Moscou, est une artiste multidisciplinaire américano-russe.          

## Biographie
Originaire de Russie, Ekaterina Costa est diplômée en arts plastiques de l’École Parsons à Paris. Artiste multidisciplinaire, elle travaille pour la communication et les relations presse de la galerie Polka à Paris. Elle vit et travaille entre Paris et Moscou.

## Carrière artistique
Les recherches artistiques d’Ekaterina Costa porte sur les thèmes de l'identité dans le temps et à travers le langage. Elle conçoit des installations textuelles et photographiques. Son travail a principalement été présenté dans des expositions collectives à Paris, en France.
Ekaterina Costa est la cofondatrice du collectif Slanted House, traduit par La Maison qui penche, qui réunit des auteurs et artistes s’intéressant aux thématiques queer et aux questions de genre. Le collectif soutient également les artistes sous-représentées dans le mode de l’édition et de l’exposition.
Slanted House est présent entre Berlin, Londres et Paris. Le collectif organise des expositions et des lectures publiques, tout en produisant des essais ou zines collaboratifs par le biais d’appel à projets.
En 2021, Ekaterina Costa participe à l'ouvrage collectif, Art: genre féminin publié aux Actes de Colloque, en collaboration avec Archives of Women Artists, Research and Exhibitions,.

## Publications
- Today and every day, 2016
- Cloudberry Season, 2017
- Art: genre féminin, Archives of Women Artists Research & Exhibitions (AWARE), La Monnaie de Paris, Université Paris 1, Panthéon Sorbonne, Actes de Colloque, 2021, 142 p,  (ISBN 9782956053323)

## Expositions
- Sonambule, exposition collective-parcours, Atelier Le Midi, Montreuil, France, du 18 au 21 juin 2021[6]